# The Farmer's Daughter
 The Farmer's Daughter és una pel·lícula estatunidenca dirigida per H.C. Potter, estrenada el 1947.

## Argument
Una dona d'origen suec, s'ocupa com a serventa i a força de tenacitat aviat arriba a triomfar en política, aconseguint un lloc a Washington, al congrés.

## Repartiment
- Loretta Young: Katrin Holstrom
- Joseph Cotten: Glenn Morley
- Ethel Barrymore: Agatha Morley
- Charles Bickford: Joseph Clancy
- Rose Hobart: Virginia Thatcher
- Rhys Williams: Adolph Petree, el pintor
- Harry Davenport: Doctor d'Agathe
- Tom Powers: Hy Nordick
- William Harrigan: Ward Hughes
- Lex Barker: Olaf Holstrom
- Harry Shannon: Mr. Holstrom
- Keith Andes: Sven Holstrom
- Anna Q. Nilsson: Sra. Holstrom

## Crítica
Una noia d'origen suec abandona la granja dels seus pares i marxa a Capitol City, on treballarà com a minyona a la casa d'un congressista. Però l'atzar i el seu perspicaç cervell la convertiran en líder d'una força política. Impecable, tot i que predicible drama, l'heroïna del qual, una Ventafocs amb aptituds, triomfa perquè era inevitable, amb honestedat i voluntat: La moral de l'èxit. Excel·lents intèrprets.

## Premis i nominacions

### Premis
- 1947. Oscar a la millor actriu per a Loretta Young

### Nominacions
- 1947. Oscar al millor actor secundari per a Charles Bickford